# Matthäus Herrmann

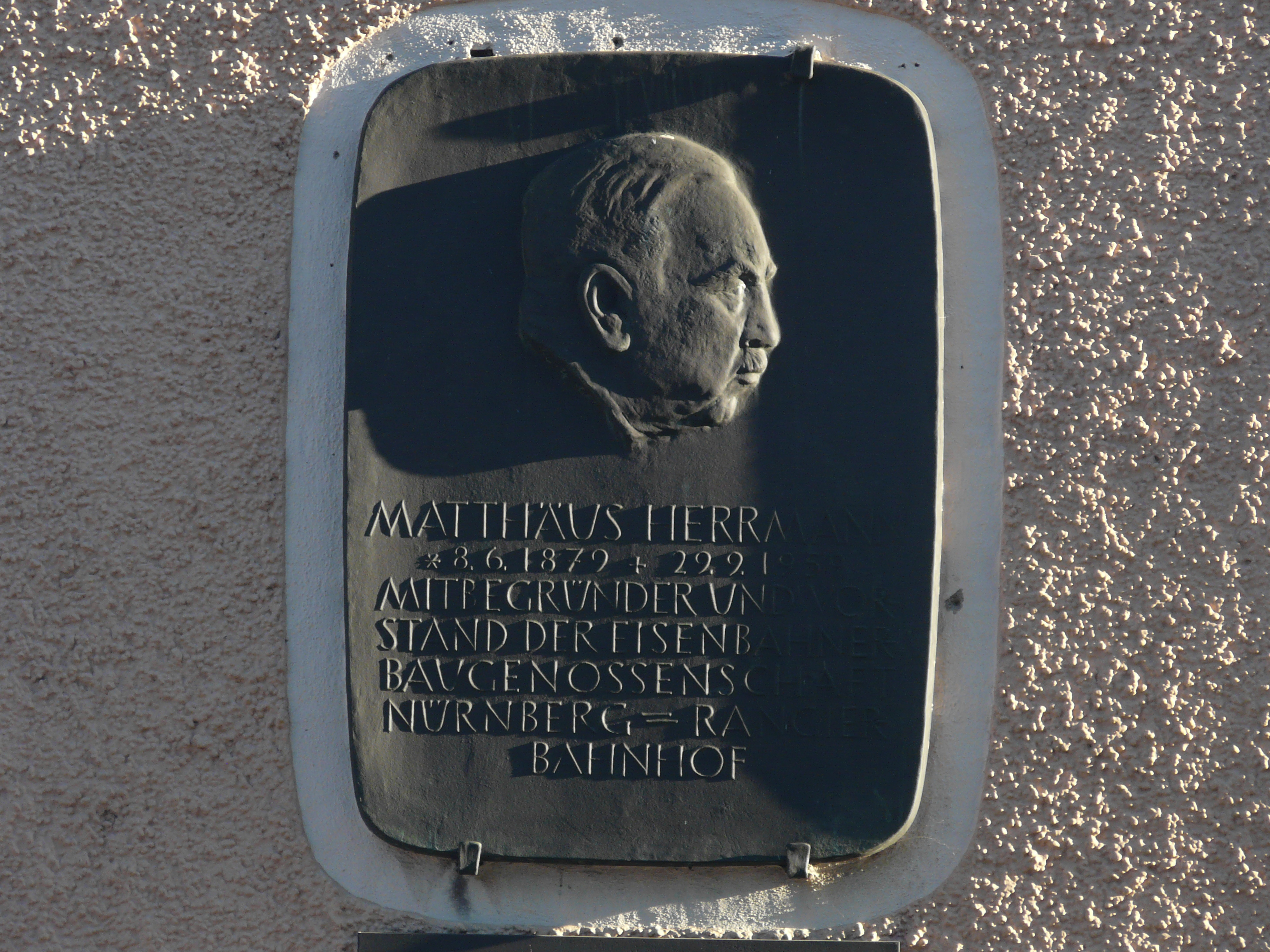
Bronze-Plakette von Matthäus Herrmann

Matthäus Herrmann (* 8. Juni 1879 in Warmensteinach; † 29. September 1959 ebenda) war ein deutscher Politiker der SPD und Gewerkschafter.

## Leben
Herrmann war Lokführer und Funktionär des Eisenbahnerverbandes, einer Gewerkschaft der Eisenbahner. Von 1903 bis 1905 war er Mitglied des Vorstandes des Verbandes für die bayerischen Eisenbahnwerkstätten- und Betriebsarbeiter, dem späteren Verband Süddeutscher Eisenbahner in Nürnberg. 1907 war er Mitbegründer der Eisenbahner-Baugenossenschaft Nürnberg-Rangierbahnhof und auch maßgeblich an der Errichtung der Nürnberger Rangierbahnhofsiedlung beteiligt. Von 1905 bis 1933 war Herrmann Zweiter Vorsitzender des Hauptvorstandes des Süddeutschen Eisenbahnerverbandes und dessen Nachfolgeorganisationen. 1914 bis 1918 war er als Soldat Teilnehmer am Ersten Weltkrieg und zum Kriegsende Mitglied eines Soldatenrates. Ab 1919 war Herrmann Funktionär und Vorstandsmitglied im Deutschen Eisenbahnerverband bzw. ab 1925 im Einheitsverband der Eisenbahner Deutschlands. Für den Verband übernahm er zahlreiche Funktionen, unter anderem wurde er am 29. März 1933 – kurz vor dessen Verbot – Vorsitzender der freigewerkschaftlichen Organisation. Von 1919 bis 1928 gehörte er in der 10. bis 13. Legislaturperiode dem Bayerischen Landtag an. Er war danach bis zur „Machtergreifung“ der Nationalsozialisten im Jahr 1933 Mitglied des Verwaltungsrates der Reichsbahngesellschaft und des Ausschusses des Arbeitsamtes der Internationalen Arbeitsorganisation (IAO) in Genf.
Von Mai bis Dezember 1933 war Herrmann unter anderem im KZ Dachau inhaftiert. Er soll sich in Widerstandskreisen betätigt haben.  Von August 1944 bis zum Kriegsende war er erneut inhaftiert, zuerst der Mitwisserschaft am Attentat vom 20. Juli 1944 verdächtigt, aber am 13. Januar 1945 vom Volksgerichtshof aus Mangel an Beweisen freigesprochen.
Nach dem Zweiten Weltkrieg war Herrmann von 1946 bis 1949 erneut Mitglied des bayerischen Landtages, wobei er 1946 Erster Vizepräsident des Ernannten Landtags war. Daneben war er auch Vorsitzender des Verwaltungsrates der Deutschen Beamtenversicherung und von 1947 bis zu seinem Tode Aufsichtsratsvorsitzender der örtlichen Glaswerke. Von 1949 bis 1957 war er Dritter Vorsitzender der Gewerkschaft der Eisenbahner Deutschlands. Herrmann gehörte dem Deutschen Bundestag in dessen erster Legislaturperiode (1949–1953) als direkt gewählter Abgeordneter des Wahlkreises Bayreuth an.